# アントニオ・カサス
アントニオ・カサス・バロス（Antonio Casas Barros、1911年11月11日 - 1982年2月14日）は、スペインの俳優、元プロサッカー選手。アンソニー・カサス（Anthony  Casas）やアントニー・カサス名義でクレジットされることもあった。

## 人物
ア・コルーニャ出身。1960年代にジュリアーノ・ジェンマ主演のマカロニ・ウエスタンに於ける良識派の中年男役で知られ、『夕陽の用心棒』『続・荒野の1ドル銀貨』『キス・キス・バン・バン』『荒野の大活劇』『怒りの用心棒』『新・さすらいの用心棒 ベン&チャーリー』でジェンマと共演した。他には時流に乗った娯楽作とテレビ作品に多数出演した。

## 出演作品
- 『夕陽の用心棒』（1964年、日本未公開）
- 『続・荒野の1ドル銀貨』（1965年）
- 『キス・キス・バン・バン』（1966年、日本未公開）
- 『荒野の大活劇』（1969年）
- 『怒りの用心棒』（1969年、日本未公開）
- 「新・さすらいの用心棒 ベン&チャーリー』（1971年、日本未公開）
- 『ポンペイ最後の日』（1959年）
- 『ロード島の要塞』（1961年）
- 『ミネソタ無頼』（1964年）
- 『最後のガンファイター』（1965年）
- 『復讐の四ドル』（1965年、未ソフト化）
- 『ライド&キル』（1965年、未ソフト化）
- 『復讐のガンマン』（1966年）
- 『続夕陽のガンマン 地獄の決斗』（1966年）
- 『テキサス群盗団』（1966年、日本未公開）
- 『血斗のジャンゴ』（1967年）
- 『女王陛下の大作戦』（1967年）
- 『セルバンテス』（1967年、日本未公開）
- 『ラスベガス強奪作戦』（1968年）
- 『神の怒り』（1969年、未ソフト化）
- 『哀しみのトリスターナ』（1970年）
- 『三人のスーパーマン西部へ行く』（1973年、未ソフト化）
- 『華麗なる対決』（1971年）※カメオ出演